# Dance of Liars
Dance of Liars è un EP della band hard rock ed heavy metal italiana Essenza. Le 3 canzoni contenenti saranno poi parte del loro terzo album studio Devil's Breath.

## Tracce
1. Deep Into Your Eyes
2. Dance of Liars
3. Flying Acrobats

## Formazione
- Carlo Rizzello - voce e chitarra
- Alessandro Rizzello - basso
- Paolo Colazzo - batteria